# Степановка (Свердловский район)
Степановка — деревня в Свердловском районе Орловской области. Входит в состав Красноармейского сельского поселения.

## География
Находится у р. Неручь. К Степановке примыкает малонаселённая деревня Борисовка; между ними лишь мост через реку Неручь.
Деревня находится около в 5 км от административных границ с Орловским и Покровским районами.
Расстояние до районного центра посёлка городского типа Змиёвка: 9 км, областного центра города Орёл: 48 км.
Ближайшие населённые пункты
Борисовка, Берёзовка 4 км, Богородицкое 4 км, Миловка 4 км, Васильевка 4 км, Куракинский 5 км, Хлюпино 5 км, Хорошевский 6 км, Емельяновка 6 км, Сорочьи Кусты 6 км, Верхняя Сергеевка 6 км, Сандровка 6 км, Поздеево 7 км, Котовка 7 км

## Население
| 2002 | 2010 |
| ---- | ---- |
| 188  | ↗210 |

## Транспорт
Автодорога регионального значения.